# Jean-Marie Chevalier
 (octobre 2016).
Si vous disposez d'ouvrages ou d'articles de référence ou si vous connaissez des sites web de qualité traitant du thème abordé ici, merci de compléter l'article en donnant les références utiles à sa vérifiabilité et en les liant à la section « Notes et références ».
Pour les articles homonymes, voir Chevalier.
Jean-Marie Chevalier, né le 4 juin 1941 à Paris et mort le 31 octobre 2021, à Rouen, est un économiste français, spécialiste des questions énergétiques des années 1970 aux années 2000.

## Biographie

### Jeunesse et études
Jean-Marie Chevalier est né le 4 juin 1941, à Paris, dans une famille originaire de la Creuse. Diplômé de l'Institut d'études politiques de Paris (1962), il est aussi docteur en économie de la Sorbonne. Il est agrégé des facultés de sciences économiques.

### Parcours professionnel
Il a d’abord été chargé de cours en Algérie (1966-1969), puis ingénieur économiste à Elf-Aquitaine (1970-1971). Agrégé en économie, il professe ensuite les sciences économiques à Rabat (1971-1973) et Grenoble (1973-1975), puis à Paris XIII, à l'IEP de Paris, à l’ENA (1975-1991) et Paris-Dauphine.
Déjà responsable de l’organisme de référence dans le domaine énergétique de 1973 à 1975, il a dirigé jusqu’en 2010 la cellule de recherche en géopolitique énergétique de l'Université Paris-Dauphine où il enseignait. Il fréquentait aussi le siège parisien du CERA.
Jean-Marie Chevalier a écrit un rapport avec Jacques Percebois, présenté en 2007 à Christine Lagarde, Éric Besson et Luc Chatel, où il préconise la fin de la souveraineté énergétique de la France, afin de privilégier, dans le cadre d’un marché européen du Gaz et de l’électricité, celle des institutions supranationales de l’Union européenne.
Professeur des universités, membre du Conseil d'analyse économique (2006-2010), membre du Cercle des économistes et auteur de plusieurs ouvrages et articles de références dans le domaine de l'énergie.

## Principales publications
- L’économie industrielle en question, 1977
- Économie de l’énergie, 1986
- Économie industrielle des stratégies d’entreprise, 2001
- Où va l’économie mondiale ? (en codirection), Odile Jacob, 2002
- La raison du plus fort. Les paradoxes de l’économie américaine (en codirection avec Jacques Mistral), Robert Laffont, 2004
- Les grandes batailles de l’énergie, Gallimard, 2004
- Les 100 mots de l’énergie, Que sais-je ?, PUF, 2008
- « Le vrai défi énergétique de la nouvelle décennie » (en collaboration avec Michel Derdevet), La Tribune, 4 janvier 2010
- Les nouveaux défis de l’énergie (climat-economie-geopolitique), Economica, 2011